# Paltajaure
Paltajaure är en sjö i Gällivare kommun i Lappland och ingår i Kalixälvens huvudavrinningsområde. Sjön har en area på 0,13 kvadratkilometer och ligger 674 meter över havet.

## Delavrinningsområde
Paltajaure ingår i det delavrinningsområde (751940-161562) som SMHI kallar för Mynnar i Kaska-Kaitumjaure. Medelhöjden är 771 meter över havet och ytan är 13,72 kvadratkilometer. Räknas de 5 avrinningsområdena uppströms in blir den ackumulerade arean 74,17 kvadratkilometer. Kaukuljåkka som avvattnar avrinningsområdet har biflödesordning 2, vilket innebär att vattnet flödar genom totalt 2 vattendrag innan det når havet efter 413 kilometer. Avrinningsområdet består mestadels av skog (18 procent) och kalfjäll (81 procent). Avrinningsområdet har 0,13 kvadratkilometer vattenytor vilket ger det en sjöprocent på 0,9 procent.